# Artsakh (regione storica)

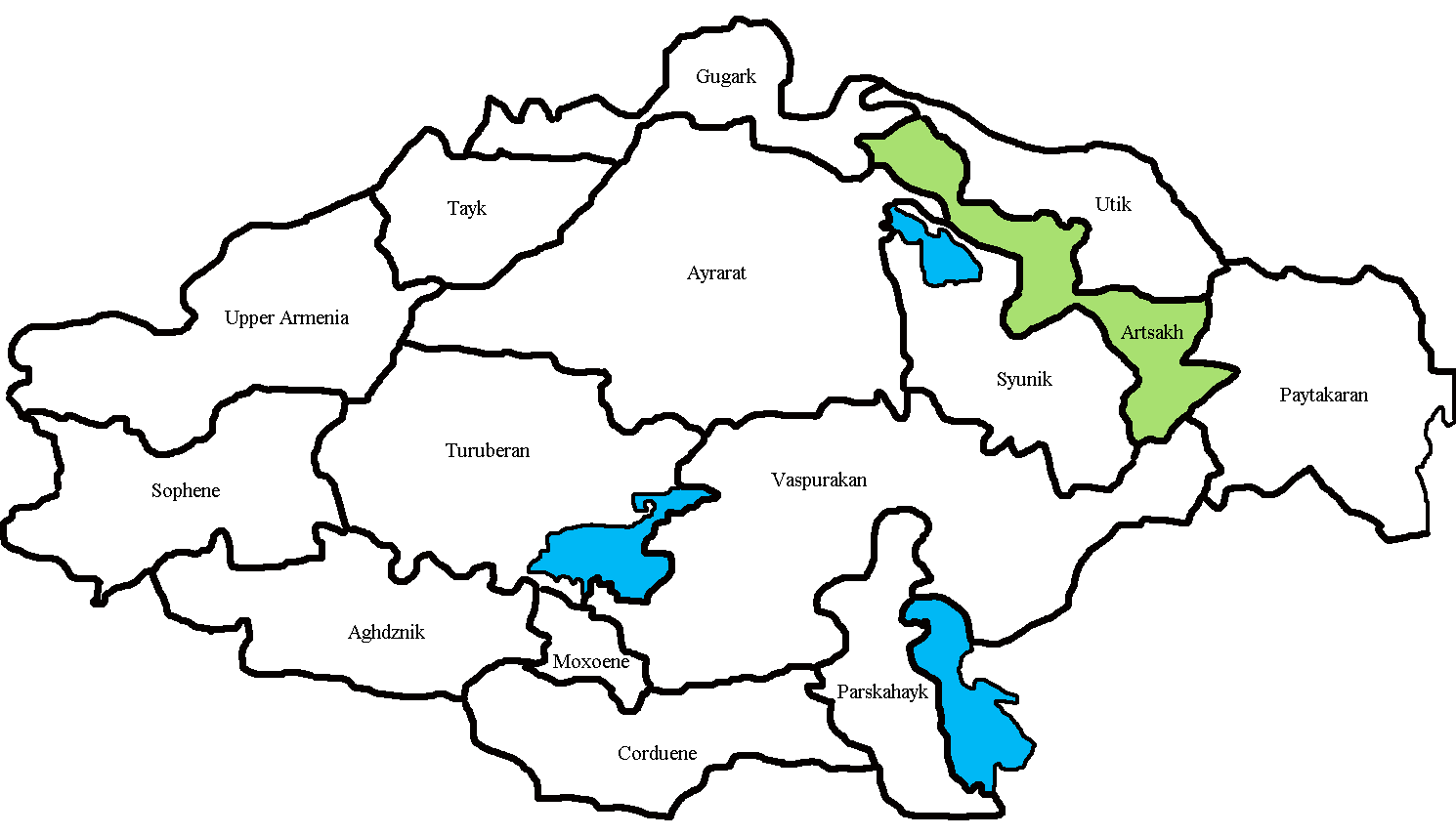
L'Artsakh nel regno di Armenia

L'Artsakh (in armeno Արցախ?) era la decima provincia del Regno d'Armenia, sviluppatasi dal 189 a.C. al 387 d.C.; in seguito fu una regione della Albania caucasica fino al VII secolo, quindi finì sotto controllo arabo. Nell'821 costituì il principato armeno di Khachen e intorno all'anno 1000 fu proclamato il Regno di Artsakh, che fu uno degli ultimi regni medioevali armeni orientali a mantenere la propria autonomia dopo le invasioni turche dall'XI al XIV secolo.
Fino a settembre 2023, l'Artsakh è stato compreso in buona parte nella Repubblica dell'Artsakh, nome ufficiale assunto dalla repubblica de facto indipendente del Nagorno Karabakh con il referendum costituzionale del 20 febbraio 2017.

## Etimologia

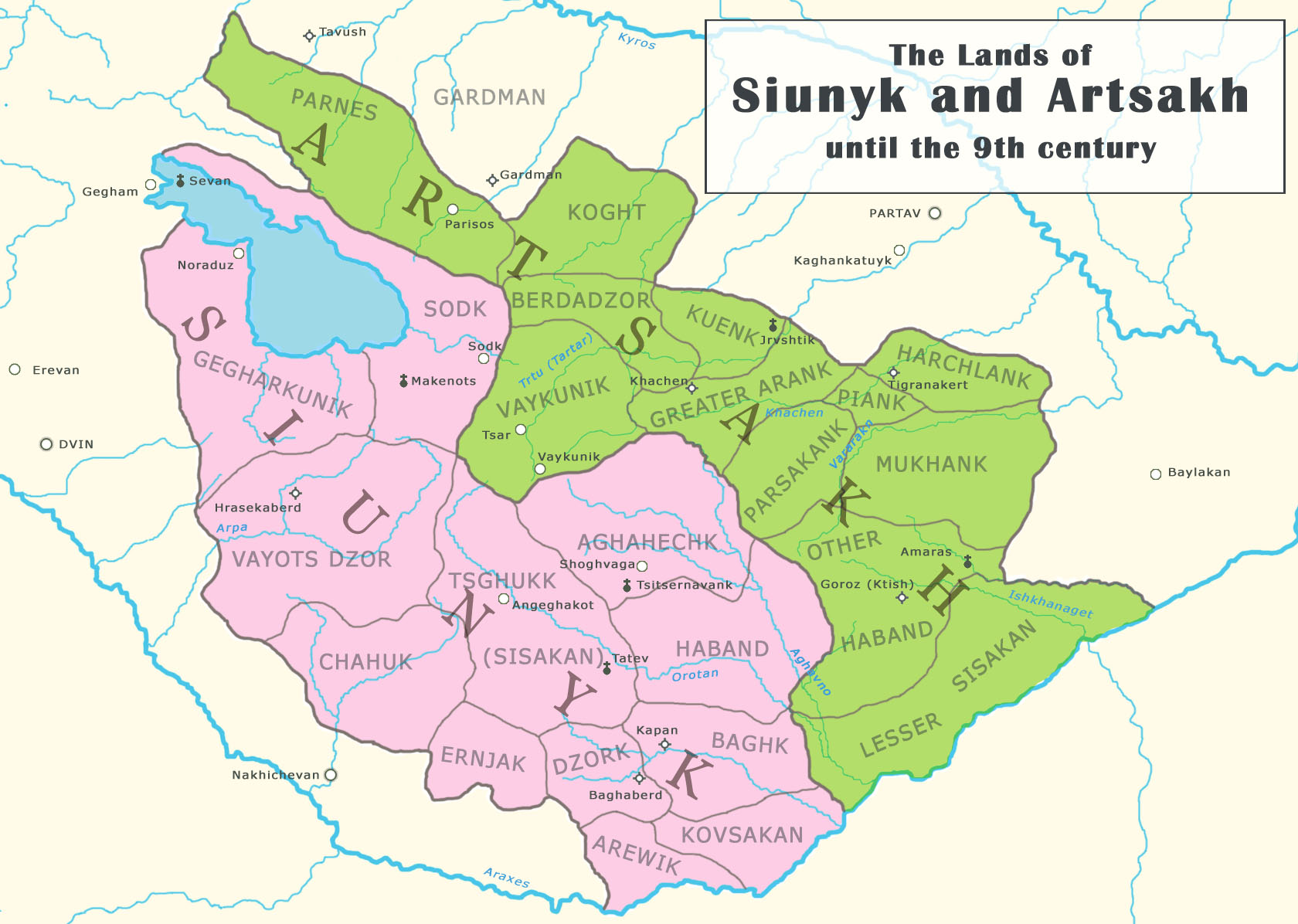
le province di Syunik e Artsakh agli inizi del IX secolo

Iscrizioni in Lingua urartea menzionano la regione sotto vari nomi: Ardakh, Urdekhe, Atakhuni. Lo storico Strabone chiama la regione Orchistene che si ritiene possa essere stato l'antico nome dell'Artsakh. Per altri tale termine va ricondotto al re Artasse I, fondatore della dinastia degli artassidi e re della Grande Armenia.
Oggi il termine Artsakh è usato prevalentemente per riferirsi alla repubblica del Nagorno Karabakh.

## Geografia
L'Artsakh si estendeva lungo la catena nord orientale dell'altopiano armeno rappresentando una sorta di confine naturale rispetto alla piana alluvionale dei fiumi Kura e Aras ed al tempo stesso baluardo protettivo. Era prevalentemente montuoso e boscoso.
Confinava ad est con la provincia di Utik (in particolare con il distretto di Gardman) e ad ovest con il Syunik mentre il confine meridionale era segnato dal fiume Aras. Tolomeo riferisce che "il Kura scorre lungo tutta l'Iberia e l'Albania separando da esse l'Armenia.
Il regno di Artsakh (1000-1261) comprendeva anche una parte dei distretti di Gardman, Sotk e Gegharkunik (in particolare lungo le rive meridionali del Lago Sevan) per una superficie complessiva stimata di 11.528 km².

## Geografia antropica

### Suddivisioni amministrative
Secondo l'opera armena anonima del VII secolo "Geografia" (Ashkharatsoyts) l'Artsakh era diviso in 12 gavar (distretti, cantoni):
- Myus Haband
- Vaykunik
- Berdadzor
- Mets Arank
- Mets Kuenk
- Harchlank
- Mukhank
- Piank
- Parsakank
- Sisakan Vostan
- Qusti Parnes
- Koght

## Popolazione
Per gli studiosi moderni occidentali l'origine del popolo armeno può essere ricondotta ad una fusione di tribù non indo-europee originarie dell'altopiano armeno con i cosiddetti "Protoarmeni" provenienti da ovest dopo la fine del regno di Urartu nel VI secolo a.C.: questo farebbe ipotizzare una composizione multietnica dell'Artsakh nel primo millennio a.C..
Peraltro Strabone, nel descrivere l'Armenia del II secolo a.C. (comprese le province di Artsakh e Utik) le descrive "monolingue" lasciando intendere invece una composizione etnica omogenea.
In epoca medioevale, a partire dal IX secolo la popolazione della regione ha una forte identità nazionale armena che conserverà sino ai giorni nostri. Viene parlato un dialetto dell'armeno orientale, detto dialetto Artsakhiano (oggi conosciuto come "dialetto del Karabakh"), menzionato dal grammatico Stephanos Syunetsi nel VII secolo.

## Storia
A partire dal 189 a.C. l'Artsakh diviene una delle province del Regno di Armenia. Quando questo nel 387 viene diviso tra Impero romano e la Persia la regione è assoggettata a quest'ultima insieme alle province di Utik e Paytakaran e nel quinto secolo viene comunemente indicata come "Syunik minore".
Durante la dominazione persiana gli armeni dell'Artsakh, pur assoggettati amministrativamente conservano la propria identità culturale e religiosa. L'Artsakh diviene nel IV secolo una roccaforte importante per la diffusione del cristianesimo. Nel 310 san Gregorio, nipote di san Gregorio Illuminatore viene ordinato vescovo di Iberia e Albania nel monastero di Amaras dove il monaco Mesrop Mashtots fonda nel 410 la prima scuola di lingua armena e crea l'alfabeto armeno.
Dopo la sconfitta dell'esercito cristiano armeno contro i Sasanidi nella battaglia di Avarayr (451) molti dei nobili armeni si ritirano nelle zone montuose più impervie e fra queste lo stesso Artsakh che diviene un centro di resistenza. Tra il V ed il VII secolo l'Artsakh è governato dalla nobile famiglia armena degli Arranshahik.

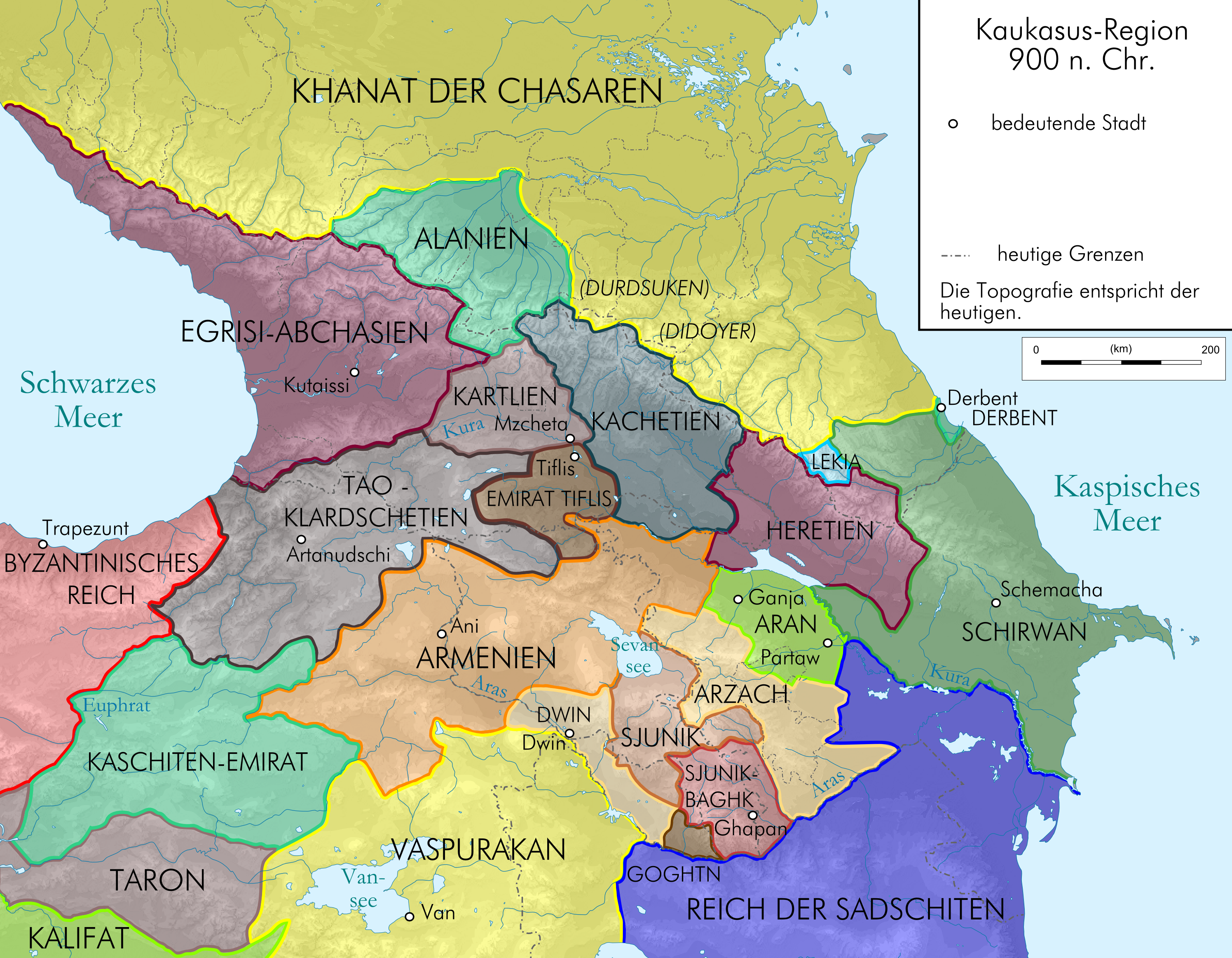
Il Caucaso verso il 900

Tra il VII e il IX secolo il Caucaso meridionale è sotto la dominazione del califfato arabo. Agli inizi del IX secolo due principi armeni si ribellarono alla dominazione straniera e fondano il Principato di Khachen e il Principato di Dizak. La casata di Kachen governerà sostanzialmente l'Artsakh fino agli inizi del XIX secolo (allorché finirà sotto il controllo dell'Impero russo) pur essendo stato il territorio dell'Artsakh soggetto a numerose invasioni: dai tatari e mongoli nel XIII secolo ai turchi, nel secolo successivo, che impongono all'Artsakh il nome di derivazione persiana di Karabakh con il quale indicano non solo il territorio montuoso ma anche la piana tra i fiumi Kura e Aras.